# Estadi del parc Misaki
L'Estadi del parc Misaki (en japonès: 御崎公園球技場; popularment conegut com a Estadi de les Ales de Kōbe (en japonés: 神戸ウイングスタジアム) és un estadi de futbol i rugbi de la ciutat portuària de Kōbe, capital de la Prefectura de Hyōgo, al Japó. És l'estadi on juguen com a local el Vissel Kobe de la J-League i el Kobe Steel Kobelco Steelers de la Top League.
És un dels estadis on es va disputar la Copa del Món de futbol 2002, jugant-se un total de tres partits, dos de la primera fase i un de vuitens de final. Igualment, fou seu de la Copa del Món de Rugbi de 2019.
Per raons de patrocini, des de l'any 2013 rep el nom d'Estadi Noevir de Kobe (en japonès: ノエビアスタジアム神戸). Per la mateixa raó, el seu nom entre 2007 i 2013 va ser el d'Estadi Home's de Kobe.